# Comando carabinieri per la tutela ambientale e la transizione ecologica
Il Comando Tutela Ambientale e Sicurezza Energetica è il reparto dell'Arma dei carabinieri specializzato nella tutela dell'ambiente. Opera nel contrasto dei fenomeni di inquinamento, di abusivismo edilizio nelle aree protette, di smaltimento illecito delle sostanze tossiche, e ha compiti di vigilanza sul “ciclo dei rifiuti”.

## Storia
Il Reparto fu istituito come "Nucleo operativo ecologico" dei carabinieri l'8 luglio 1986, con la legge istitutiva del Ministero dell'ambiente e posto alle dirette dipendenze funzionali del ministro dell'Ambiente.
Con il successivo decreto interministeriale sottoscritto l'11 dicembre 1986 dai ministri della Difesa e dell'ambiente, il NOE veniva di fatto costituito ed il 1º gennaio 1987 iniziava ufficialmente la propria attività istituzionale.
Il 23 aprile 2001 il Nucleo operativo ecologico dei carabinieri, per effetto della legge 23 marzo 2001 n. 93, ha assunto la denominazione di "Comando carabinieri per la tutela dell'ambiente" e la struttura organizzativa è stata potenziata e calibrata su base interprovinciale. Gestisce il numero telefonico di emergenza 1525 per il soccorso ambientale.
Il reparto il 25 ottobre 2016 è entrato a far parte del Comando carabinieri per la tutela forestale, ambientale e agroalimentare, riconfigurato nel 2017 con la denominazione di Comando carabinieri per la tutela ambientale.

## Struttura
Il Comando carabinieri per la tutela dell'ambiente era organizzato in:
- una struttura centrale a Roma, in largo Lorenzo Mossa 8, con:
  - un ufficio comando;
  - un reparto operativo
  - una sezione analisi (con un nucleo analisi ed una sala situazione);
- una struttura periferica composta:
  - tre gruppi a competenza areale, divisi in Nord (Milano), Centro (Roma) e Sud (Napoli);
  - 29 nuclei operativi ecologici.

L'attuale struttura è così articolata:
- un comando centrale
- 12 Reparti (Milano, Torino, Venezia, Roma, Bologna, Ancona, Firenze, Palermo, Napoli, Bari, Reggio Calabria, Cagliari)
- 31 Nuclei Operativi Ecologici